# Мирзоев, Камал Насруллах оглы
Камал Насруллах оглы Мирзоев (азерб. Mirzəyev Kamal Nəsrullah oğlu; род. 14 сентября 1994, Уджар) — азербайджанский футболист, полузащитник клуба «Шамахы». Выступал в юношеской сборной Азербайджана.

## Биография
Камал начал заниматься футболом в возрасте 11 лет в детской возрастной группе ФК «Нефтчи» Баку, среди юношей 14-15 летнего возраста под руководством тренера Исмаила Гусейнова. Далее перешёл в возрастную группу до 17 лет.

## Клубная карьера

### Чемпионат
Камал Мирзоев является воспитанником футбольной академии ФК «Габала» в юношеском составе (U-17) которого начинал свои выступления в 2010 году. Однако в том же году переходит в юношеский состав (U-19) ФК «Хазар-Ленкорань», где проводит полгода. В 2011 году возвращается в дубль «Габалы», а с 2012 года становится игроком основного состава.
Дебютировал в основном составе габалинцев 28 апреля 2013 года в матче XXVIII тура Премьер-лиги против агдамского «Карабаха». Провел на поле первые 61 минуту матча.

## Сборная Азербайджана
Дебютировал в составе юношеской сборной Азербайджана до 19 лет 26 октября 2012 года в Загребе, в отборочном матче Чемпионата Европы среди футболистов до 19 лет, против сборной Исландии. Провёл на поле все 90 минут матча.